# 오스트레일리아 본토

오스트레일리아 본토

오스트레일리아 본토(Mainland Australia)는 아루 제도, 뉴기니섬, 태즈메이니아섬 및 기타 오스트레일리아 연안의 섬을 제외한 오스트레일리아 대륙의 주요 육지를 말한다. 또한 오스트레일리아 연방이 통치하는 영토의 본토를 구성하며, 오스트레일리아 대륙과 함께 지리적 의미에서 주변 대륙 섬과 외부 영토를 제외하는 용어로 사용될 수 있다. 일반적으로 이 용어는 뉴사우스웨일스주, 퀸즐랜드주, 사우스오스트레일리아주, 빅토리아주, 웨스턴오스트레일리아주와 오스트레일리아 수도 준주, 저비스베이 준주 및 노던 준주에 적용된다.

## 같이 보기
- 오스트레일리아의 섬 목록
- 오스트레일리아의 주와 준주